# 이타쿠라 시게히로
이타쿠라 시게히로(일본어: 板倉重寛, 1669년 2월 1일 ~ 1721년 9월 8일)는 에도 시대 전기부터 중기까지의 다이묘로, 시나노 사카키 번 제2대 번주, 무쓰 후쿠시마번 초대 번주이다. 관위는 종5위하, 가이노카미이다. 시게마사 류 이타쿠라 가(重昌流板倉家) 제4대 당주.
간분 9년(1669년), 이타쿠라 시게타네의 맏아들로 태어났다. 덴나 2년(1682년), 아버지 시게타네가 도쿠가와 쓰나요시의 쇼군 취임에 반대하다가 사카키 번으로 좌천되고, 이듬해 은거하면서 시게히로가 번주직을 계승하게 되었다. 이때 5만 석 영지 중 2만 석은 사촌형이자 부친 시게타네의 양자 이타쿠라 시게노부에게 주어져 다카타키 번을 세웠고, 시게히로는 3만 석 영지를 갖게 되었다. 겐로쿠 15년(1702년), 후쿠시마 번으로 전봉되었다. 교호 2년(1717년), 은거하고 맏아들 시게야스에게 번주직을 양위하였다. 교호 6년(1721년)에 53세로 사망하였다.